# Dumitru Berbece
Dumitru Berbece, romunski rokometaš, * 2. januar 1961, Dămieneşti.
Leta 1984 je na poletnih olimpijskih igrah v Los Angelesu v sestavi romunske rokometne reprezentance osvojil bronastno olimpijsko medaljo.
Čez osem let je z reprezentanco osvojil 8. mesto.